# Perušić Benkovački
Perušić Benkovački falu Horvátországban Zára megyében. Közigazgatásilag Benkovachoz tartozik.

## Fekvése
Zárától légvonalban 35, közúton 49 km-re délkeletre, községközpontjától 3 km-re délkeletre Dalmácia északi részén, Ravni kotar területén fekszik. Két részre, Gornji és Donji Perušićra oszlik. Gornji Perušić a Benkovac felé vezető aszfaltos út két oldalán található. A falu alatt délnyugatra szőlők, szántóföldek és legelők terülnek el, míg felette északkeletre magasabban fekvő sziklás terület található lakóházakkal. Három közkútja van Peruškovac, Pilipovac és Blainovac.

## Története
Perušić a település feletti domináns magaslaton épített várról, az pedig egykori birtokosáról a Perušić nemzetségről kapta a nevét. A neves horvát történész Vjekoslav Klaić szerint a várat valószínűleg Fráter György sógorának Perusics Gáspárnak az őse építtette a 14. vagy a 15. században amikor ez a térség a Magyar Királyság és a Velencei Köztársaság határvidéke volt. A török terjeszkedés idején a végvári rendszer része volt. A vár 1527-ben a mohácsi csata után került török kézre és 1683-ig megszállás alatt volt. A török kiűzése után előbb szerbek költöztek be, majd nem sokkal ezután a bruškai Zrilić családnak engedték át. A második világháború idején az usztasák egyik fő támaszpontja volt ezért a háború végén bosszúból a partizánok földig rombolták. A falu már a középkorban is létezett. Szent György tiszteletére szentelt régi templomát a 12. vagy a 13. században építették. Ez a templom még ma is áll a plébániaház mellett. Perušić plébániáját és Szűz Mária tiszteletére szentelt templomát 1449-ben említik először. A kis középkori plébániából a 16–17. századra e vidék egyik legjelentősebb plébániája lett, amelyhez több mint harminc falu tartozott. A templom átvészelte a török uralmat is, utána a visszatérő lakosság megújította. A török kiűzése után a falu 1797-ig a Velencei Köztársaság része volt. Miután a francia seregek felszámolták a Velencei Köztársaságot és a campo formiói béke értelmében osztrák csapatok szállták meg. 1806-ban a pozsonyi béke alapján az Első Francia Császárság Illír Tartományának része lett. 1815-ben a bécsi kongresszus újra Ausztriának adta, amely a Dalmát Királyság részeként Zárából igazgatta 1918-ig. A településnek 1857-ben 167, 1910-ben 454 lakosa volt. Az első világháború után előbb a Szerb-Horvát-Szlovén Királyság, majd Jugoszlávia része lett. A második világháború idején 1941-ben a szomszédos településekkel együtt Olaszország fennhatósága alá került. Az 1943. szeptemberi olasz kapituláció után visszatért Horvátországhoz, majd újra Jugoszlávia része lett. 1991-ben lakosságának 73 százaléka horvát, 27 százaléka szerb nemzetiségű volt. 1991 folyamán szerb lakói csatlakoztak a Krajinai Szerb Köztársasághoz és a település szerb igazgatás alá került. Plébániatemplomát, amely még a török időket is átvészelte, a szerbek földig rombolták. 1995 augusztusában a Vihar hadművelet során foglalta vissza a horvát hadsereg. Szerb lakói elmenekültek, és azóta is csak nagyon kevesen tértek vissza. A településnek 2011-ben 153 lakosa volt, akik főként mezőgazdasággal és állattartással foglalkoztak.

## Lakosság
| Lakosság változása | Lakosság változása | Lakosság változása | Lakosság változása | Lakosság változása | Lakosság változása | Lakosság változása | Lakosság változása | Lakosság változása | Lakosság változása | Lakosság változása | Lakosság változása | Lakosság változása | Lakosság változása | Lakosság változása | Lakosság változása |
| ------------------ | ------------------ | ------------------ | ------------------ | ------------------ | ------------------ | ------------------ | ------------------ | ------------------ | ------------------ | ------------------ | ------------------ | ------------------ | ------------------ | ------------------ | ------------------ |
| 1857               | 1869               | 1880               | 1890               | 1900               | 1910               | 1921               | 1931               | 1948               | 1953               | 1961               | 1971               | 1981               | 1991               | 2001               | 2011               |
| 167                | 205                | 265                | 252                | 285                | 454                | 389                | 445                | 610                | 635                | 722                | 678                | 621                | 595                | 297                | 153                |

## Nevezetességei
- Szent György tiszteletére szentelt középkori temploma a mai plébániatemplommal átellenben a falut átszelő út túloldalán áll. Perušić első, legrégibb plébániatemplom a 12. vagy a 13. században épült. 1806-ban megújították. A két világháború között jelentős átalakításon esett át, mely során új bejáratot építettek hozzá. A délszláv háború során kifosztották, berendezése megsemmisült.[3] A nemrég történt megújítás során visszaállították eredeti állapotába. A munkálatokat régészeti feltárás előzte meg. A templom boltozott, bejárata felett pengefalú harangtorony áll. Belső falait szépen kidolgozott boltívek és lizénák tagolják.[6]
- A Szent György templom falára támaszkodva építették a régi plébániaházat, amely ma már más funkciót lát el, mivel helyette időközben új plébánia épült. A régi plébániát 1729-ben építették valószínűleg a középkori plébánia helyére, melyet a Szent György templommal egy időben építettek.
- Perušić vára,[7] illetve ami megmaradt belőle a falu belterületének keleti szélén egy magaslaton található. Első említése a falu plébániatemplomával együtt 1449-ben történt. Ez alapján építését a 14.-15. századra teszik. Egészen 1944-ig megőrizte eredeti formáját, amikor a partizánok lerombolták. Ma csak a főfalak maradványai látszanak. A vár négyszög alaprajzú volt, sarkain négyszögletes tornyokkal, míg a középső részen 18 méter magas hengeres torony állt. A falakon belül a délkeleti részen négyszögletes lakótorony maradványai is találhatók.[2]
- A vár közelében a temetőben találhatók az egykori Nagyboldogasszony plébániatemplom maradványai.[8] A templom 1449-ben már állt. Eredetileg gótikus stílusban épült, 1684-ben átépítették, a 18. században megújították és hajóját meghosszabbították. Ekkor készült el a homlokzat a félköríves ablakokkal és a harangtoronnyal. Egyhajós épület volt négyszögletes apszissal, csúcsos boltívekkel. Barokk oltárának képét 1845-ben festették és Mária mennybevételét ábrázolta. Homlokzati domborműves címere a paradicsomi kertet ábrázolta a tiltott fával és a kígyóval. A fától balra „G”, jobbra „P” betű volt látható, melyek valószínűleg egykori urának Perusics Gáspárnak a kezdőbetűi.[9] A délszláv háború idején 1991-ben a szerbek robbantották fel. A templomból mindössze az egykori járólapok, a keresztelőmedence és szentély falának darabjai maradtak fenn.
- A falu új Nagyboldogasszony plébániatemploma 2006-ban épült. Egyhajós épület kőből faragott oltárral és ambóval. Mellette áll a harangtorony benne két haranggal. A templomot 2006. december 10-én szentelte fel Ivan Prenđa zárai érsek.[3]